# Miss Tierra Botsuana
Miss Tierra Botsuana es un concurso de belleza nacional en Botsuana. Se llevó a cabo por primera vez en 2006 y se encarga de seleccionar a la representante del país en el concurso Miss Tierra.

## Ganadoras
: Declarada como ganadora
     : Terminó como finalista
     : Terminó como una de las semifinalistas o cuartofinalistas
     : Terminó como ganadora de premios especiales
| No compite desde 2022         |                       |                                                          |             |             |
| 2021                          | Mosa Dolly Balesamang | Top 20                                                   |             |             |
| 2020                          | Seneo Perry           | No compitió                                              |             |             |
| 2019                          | Katlego Seitshiro     | No clasificó                                             |             |             |
| No compitió entre 2015 y 2018 |                       |                                                          |             |             |
| 2014                          | Nicole Gaelebale      | No clasificó                                             |             |             |
| 2013                          | No compitió           | No compitió                                              | No compitió | No compitió |
| 2012                          | Lorraine Ditsebe      | - Desafío M.E Greenbag - Liter of Light Project Campaign |             |             |
| 2011                          | Messiah Jackson       | No clasificó                                             |             |             |
| 2010                          | Onalenna Gaopalelwe   | No clasificó                                             |             |             |
| 2009                          | No compitió           | No compitió                                              | No compitió | No compitió |
| 2008                          | Nametso Ngwako        | No clasificó                                             |             |             |
| 2007                          | Millicent Ollyn       | No clasificó                                             |             |             |
| 2006                          | Kefilwe Kgosi         | No clasificó                                             |             |             |